# Tâm lý bài Thái Lan
Tâm lý chống Thái Lan bao gồm sự căm ghét và hận thù hướng về người Thái, hoặc đất nước Thái Lan.

## Campuchia
Sự nổi giận đối với người Thái ở Campuchia đã tồn tại từ thời Đế chế Khmer. Khi đế chế đang suy yếu dần, quân Xiêm ở Vương quốc Ayutthaya đã tràn qua đế chế Khmer nhiều lần, để lại một sự tàn phá nặng nề trên đất nước Campuchia. Trong lịch sử, Xiêm La cũng đã xâm chiếm Campuchia nhiều lần khiến cho người Campuchia có thái độ thù địch đối với người Thái.
Tâm lý chống Thái Lan của người dân Campuchia bắt đầu bùng phát mạnh mẽ khi mà Thái Lan muốn biến Campuchia thành một tỉnh của mình. Điều này đã dẫn đến một cuộc phản kháng dữ dội vào tháng 1/2003, Đại sứ quán Thái Lan bị đốt cháy và doanh nghiệp Thái Lan bị phá hoại sau khi một bài báo lá cải Campuchia đăng tin một nữ diễn viên Thái Lan cho rằng Angkor Wat thuộc về Thái Lan và Thái Lan nên chiếm giữ ngôi đền cổ. Niềm hận thù đối với người Thái Lan từ người Campuchia ngày càng leo thang vào năm 2008 khi cả hai nước tham gia xung đột giành quyền sở hữu ngôi đền Preah Vihear.

## Trung Quốc
Tâm lý chống Thái Lan của người Trung Quốc đã tồn tại từ năm 1934 sau khi các nhà chức trách Thái Lan phân biệt đối xử với người Hoa ở Thái Lan. Một số người Trung Quốc đã bị trục xuất khỏi Thái Lan bắt đầu lan truyền tâm lý chống Thái Lan ở Trung Quốc. Họ tố cáo Thái Lan phân biệt đối xử để kêu gọi chính quyền Trung Quốc tẩy chay ngay lập tức tất cả các sản phẩm nhập khẩu từ Thái Lan.

## Lào
Kể từ thời cổ đại, Lào đã chống lại sự mở rộng lãnh thổ của Xiêm mặc dù cả hai đều có nền tôn giáo tương tự. Thậm chí thời Pháp thuộc, Lào yêu cầu chính quyền thuộc địa Pháp khôi phục lại lãnh thổ của Lào trên cao nguyên Khorat và lấy lại tượng Đức Phật Ngọc từ Xiêm La. Sau khi giành độc lập dưới sự cai trị của chính quyền Cộng sản, chính phủ Lào hiện nay ủng hộ Việt Nam nhiệt tình. Người Lào muốn hướng tới chủ nghĩa xã hội chống lại ảnh hưởng của một quốc gia dân chủ như Thái Lan.

## Myanmar
Cả hai nước đều có một nền tôn giáo giống nhau và xảy ra một số cuộc chiến tranh trong quá khứ. Hiện nay tâm lý chống Myanmar ở Thái Lan mạnh mẽ hơn tâm lý chống Thái Lan ở Myanmar. Điều này đã được chứng minh trong các ấn phẩm của sách giáo khoa trường học Thái Lan. Tuy nhiên, chính phủ Myanmar không coi Thái Lan là kẻ thù chính của họ, mặc dù họ cũng không coi Thái Lan như một "người bạn đáng tin cậy".

## Phương Tây
Người phương Tây chống Thái Lan rất hiếm hoi. Cả hai xã hội tương đối phức tạp và cách biệt, người phương Tây gặp khó khăn khi hội nhập nền văn hóa Thái Lan.